# Бримнер, Уильям
Уильям Бримнер (англ. William Brymner; 1855—1925) — канадский художник и педагог шотландского происхождения.

## Биография
Родился 14 декабря 1855 года в Гриноке, Шотландия. Его отец — Дуглас Бримнер (англ. Douglas Brymner) — работал в государственном департаменте библиотек и архивов Канады, мать — Жан Томсон (англ. Jean Thomson).
В 1857 году вся семья переехала в город Мельбурн провинции Нижняя Канада, а в 1864 году переехала в Монреаль. После изучения здесь архитектуры, Бримнер поступил 1878 году в Академию Жюлиана в Париже в 1878 году, где его наставниками Вильям Бугро и Тони Роберт-Флери. Посещая Парижские салоны, Бримнер заинтересовался работами Жана-Луи Месонье. Некоторое время жил и работал в Йоркшире. В 1886 году, после пребывания в Париже, он поселился в Монреале.
Кроме собственно художественной работы, Уильям Бримнер занимался педагогической деятельностью — у него учились многие члены группы живописцев «Бивер Холл». В 1886—1921 был директором классов в Художественном институте в Монреале. В 1883 году он стал ассоциированным членом Королевской канадской академии художеств (англ. Royal Canadian Academy of Arts), вице-президентом которой был в 1907 году и президентом — в 1909—1917 годах.
В 1916 году Бримнер был удостоен ордена Святого Михаила и Святого Георгия.
Умер 18 июня 1925 года в городе Wallasey, Мерсисайд, Англия.

## Труды
Работы Бримнера экспонировались в галерее L’Art français. Они находятся во многих музеях и частных коллекциях.

Некоторые работы
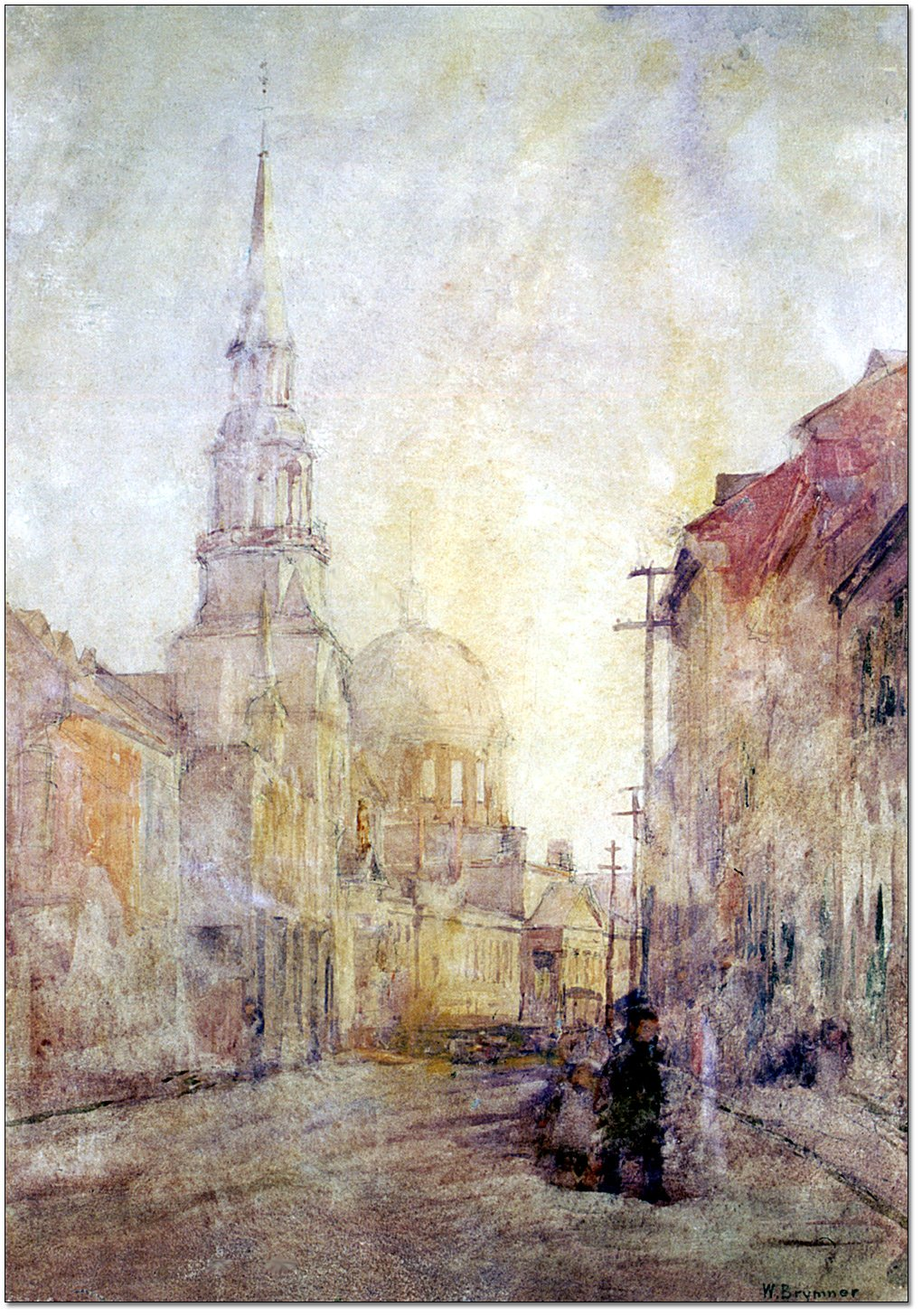
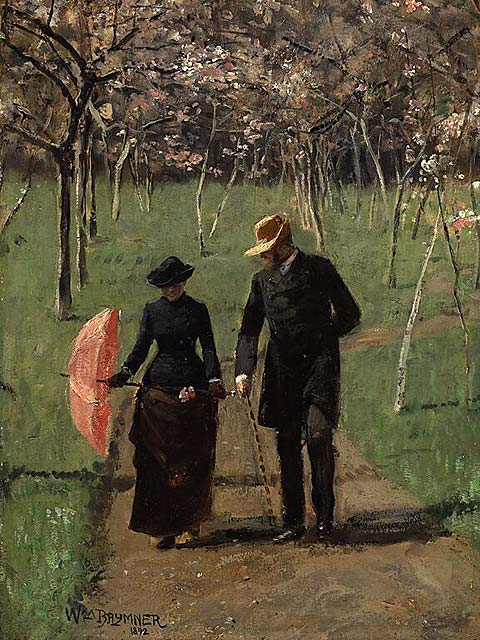
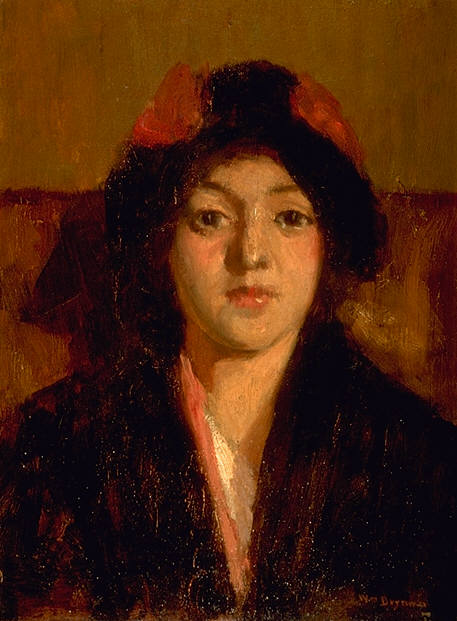